# Trawienie zewnątrzkomórkowe
Trawienie zewnętrzne – proces trawienia odbywający się na zewnątrz organizmu. Powstające na skutek tego rozkładu substancje proste są wchłaniane przez organizm. Jest przeciwieństwem trawienia wewnątrzkomórkowego. W ten sposób trawią pokarm wszystkie grzyby, cudzożywne bakterie oraz nieliczne zwierzęta, takie jak pająki i skorpiony.
Jednocześnie należy podkreślić, że każdy rodzaj trawienia wewnątrz organizmu w przewodzie pokarmowym, jest trawieniem zewnętrznym - w odniesieniu do trawienia wewnątrzkomórkowego. Układ pokarmowy (wewnątrz zwierzęcia) jest biologicznie zaliczany do środowiska zewnętrznego (występują tu bakterie jako tak zwany mikrobiom, grzyby i różne pasożyty).
Część heterotrofów trawi pokarm na zewnątrz swojego ciała. Strzępki grzybów wydzielają na zewnątrz enzymy trawienne. Dzięki nim pokarm przyjmuje postać płynu. Powstające w wyniku rozkładu substancje proste są wchłaniane przez organizm.